# Living Proof
Living Proof je čtyřiadvacáté studiové album zpěvačky a herečky Cher, vydané poprvé v listopadu roku 2001 u WEA a Warner Bros. Records.

## O albu
Po komerčním úspěchu předchozí desky Believe se Cher rozhodla s téměř identickým týmem vytvořit další, do taneční hudby laděné album. Living Proof vyšlo v listopadu 2001 v Evropě a dalších zemích mimo USA, kde vyšlo až na začátku roku 2002. Komerčně album nedosáhlo úspěchu předchozího alba Believe (1998). V Americe debutovalo na 9. místě s prodejem 82 tisíc v prvním týdnu.
Aby Cher album podpořila, vyjela v červnu 2002 na své největší turné s názvem Living Proof: The Farrewell Tour (2002–2005).

### Singly
Z alba vzešlo šest singlů. "The Music's No Good Without You" vyšel jako první (mimo Ameriku) celosvětový singl a udělal z Cher jednu z mála umělců, mající top10 hit v Anglii v pěti dekádách za sebou. Americký pilotní singl byl "Song For The Lonely", který se umístil na 85. místě v Billboard Hot 100 a na 1. místě v Hot Dance Club Songs. V Evropě poté vyšel singl "Alive Again". Následující písně "A Different Kind Of Love Song", "When The Money's Gone" a "Love One Another" vyšly na singlech v Americe.

## Seznam skladeb
| Pořadí | Název                              | Autor                                                | Délka |
| ------ | ---------------------------------- | ---------------------------------------------------- | ----- |
| 1.     | The Music's No Good Without You    | Cher, James Thoma, Mark Taylor, Paul Barry           | 4:40  |
| 2.     | Alive Again                        | Nicholas Bracegirdle, Ray Hedges, Tracy Ackerman     | 4:18  |
| 3.     | Song For The Lonely                | Mark Taylor, Paul Barry, Steve Torch                 | 4:01  |
| 4.     | A Different Kind Of Love Song      | Johan Åberg, Michelle Lewis, Sigurd Rosnes           | 3:50  |
| 5.     | Rain, Rain                         | Shelly Peiken, Guy Roche                             | 3:43  |
| 6.     | Love So High                       | John Capek, Marc Jordan                              | 4:32  |
| 7.     | Body To Body, Heart To Heart       | Diane Warren                                         | 3:59  |
| 8.     | Love Is A Lonely Place Without You | Mark Taylor, Paul Barry, Steve Torch                 | 3:53  |
| 9.     | Real Love                          | Cher, Tor Hermansen, Mikkel Eriksen, Hallgeir Rustan | 3:55  |
| 10.    | Love One Another                   | William Steinberg, Marie-Claire Cremers, Rick Nowels | 3:45  |
| 11.    | You Take It All                    | Stuart McLennan, Bracegirdle, Brian Higgins          | 4:53  |
| 12.    | When the Money's Gone              | Bruce Roberts, Donna Weiss                           | 4:38  |

## Umístění
| Umístění (2001/02) | Pozice |
| ------------------ | ------ |
| USA                | 9      |
| Maďarsko           | 11     |
| Německo            | 13     |
| Švýcarsko          | 16     |
| Rakousko           | 19     |
| Nový Zéland        | 26     |
| Itálie             | 27     |
| Švédsko            | 29     |
| Polsko             | 30     |
| Dánsko             | 38     |
| UK                 | 46     |
| Francie            | 53     |
| Kanada             | 64     |
| Austrálie          | 68     |